# Langa de Duero
Langa de Duero es un municipio y localidad española de la provincia de Soria, en la comunidad autónoma de Castilla y León. El término municipal tiene una población de 716 habitantes (INE 2024).

## Geografía
Es una localidad española de la comunidad autónoma de Castilla y León, situada en el extremo occidental de la provincia de Soria, a 88 km de la capital provincial. Está integrada en la comarca de Tierras del Burgo. 

Término municipal de Langa de Duero

El término municipal está atravesado por la carretera N-122, entre los pK 237 y 247, por la A-11, y por carreteras locales que permiten la comunicación con Castillejo de Robledo, Fuentecambrón, Miño de San Esteban y Alcubilla de Avellaneda.  En su término municipal está integrada la histórica población de Alcozar, además de Bocigas de Perales, Valdanzo, Valdanzuelo y la pedanía de Zayas de Torre.
La localidad está a una altitud de 854 metros sobre el nivel del mar y todo el término municipal tiene una superficie de 189,91 km² (casi 19 000 ha) con un relieve bastante accidentado compuesto de monte bajo alternado con extensiones de tierras de cultivo de secano junto a innumerables viñedos: también posee destacables vegas de cultivo de regadío a ambos márgenes del río Duero, que atraviesa el término municipal de este a oeste. La altitud oscila entre los 1054 m al suroeste (Alto del Páramo) y los 830 m a orillas del río Duero.
| Noroeste: Brazacorta (Burgos) y Peñaranda de Duero (Burgos) | Norte: Brazacorta (Burgos) y Alcubilla de Avellaneda | Noreste: Alcubilla de Avellaneda             |
| Oeste: La Vid y Barrios (Burgos) y Castillejo de Robledo    |                                                      | Este: San Esteban de Gormaz                  |
| Suroeste: Maderuelo (Segovia)                               | Sur: Languilla (Segovia)                             | Sureste: Miño de San Esteban y Fuentecambrón |

## Medio ambiente
En su término e incluidos en la Red Natura 2000 los siguientes lugares:
- Lugar de Interés Comunitario conocido como Riberas del Río Duero y afluentes, ocupando 76 hectáreas, el 1 % de su término.[3]
- GR-14  Senda del Duero. En el puente de Langa comienza la etapa 09 (Langa de Duero-Aranda de Duero) del sendero GR-14, la gran ruta de senderismo que recorre parte de España y Portugal siguiendo el curso del Río Duero;  esta etapa se encuentra señalizada y discurre hasta el municipio de La Vid junto al margen izquierdo del río pasando por enclaves donde el bosque de ribera y las chimeneas de hadas, una de las más curiosas formaciones geológicas que se pueden encontrar junto al Río Duero, conforman un paraje propio de los relatos de cuento.[4]
- Camino del Cid  GR-160 Por Langa pasa también otra de las grandes rutas turísticas y de senderismo naturo-históricas que se pueden realizar en España, cuya etapa, la número 8 rememora el camino del destierro que condujo al Cid Campeador a tierras de Levante.  La ruta entra en el municipio por el norte pasando por la localidad de Alcozar,  para después atravesar Langa de Duero y compartiendo trayecto a partir del puente con la ruta GR-14 durante un tramo, posteriormente se desvía hacia el sur atravesando parajes de monte y viñedos para llegar a la localidad vecina de Castillejo de Robledo.[5][6]Formación de chimeneas de hadas en el sendero GR-14 a su paso por Langa de Duero

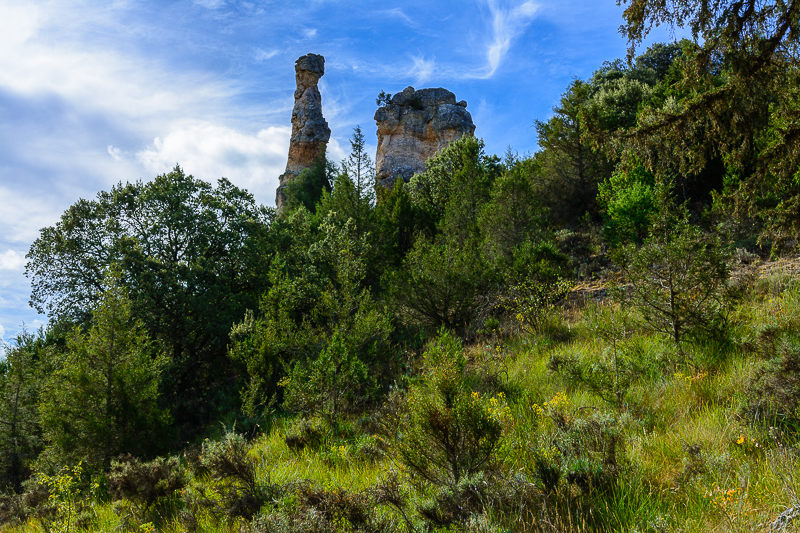
Formación de chimeneas de hadas en el sendero GR-14 a su paso por Langa de Duero

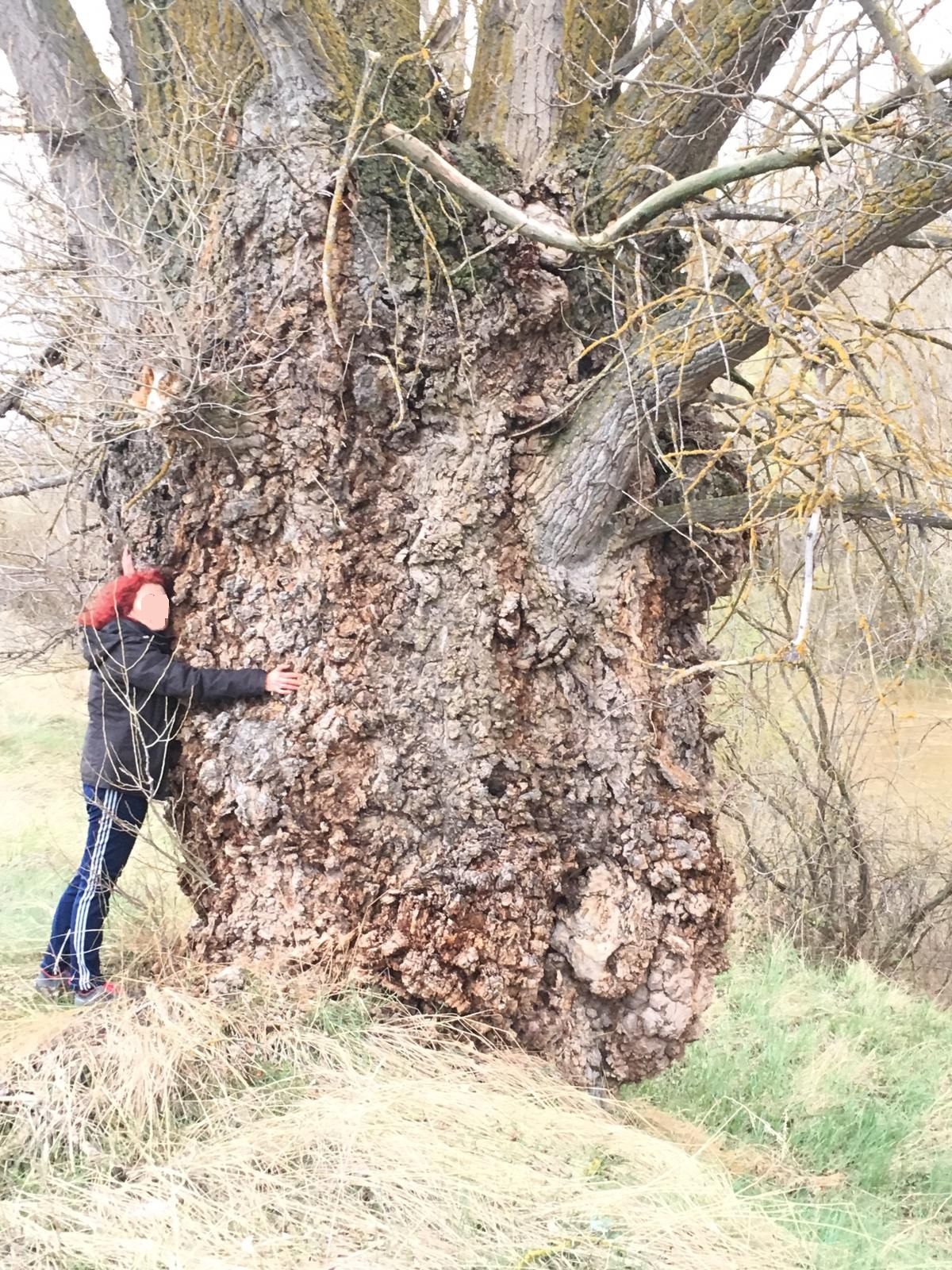
Álamo centenario

La población cuenta dentro de su término municipal con un álamo blanco de unos 400 años de antigüedad, con un tronco de más de cuatro metros de diámetro y cerca de 20 metros de altura.[cita requerida]

## Historia
Langa de Duero, la antigua Segontia Lanka, ha sido celtibérica, arévaca, romana, musulmana y cristiana sucesivamente. De su importancia en la antigüedad quedan las citas de autores como Estrabón, Apiano, Plinio y Diodoro Sículo. En la sala de Protohistoria del Museo Arqueológico Nacional se encuentran expuestas diferentes piezas de hierro y cerámica de los siglos II-I a. C. halladas en esta localidad. 
Personajes de distintas épocas han ido sucediendo sus presencias en la localidad. Los Reyes Católicos, Carlos I, Enrique Enríquez, Álvaro de Luna, son ejemplos de ilustres figuras de la historia de España. Langa también acogió a nobles familias como los Avellaneda, los Montijo, etc. Y otro dato que sirve de referencia obligada es que el propio Cid Campeador fue alcaide de su castillo roquero.
Por su tierra discurre abundante agua para cultivos que nada tienen que ver con el cereal de secano (aunque también hay de él), abundan las viñas y por consiguiente el vino, bien guardado en el fondo de las bodegas familiares, lugar de reunión (tanto dentro como alrededor de ellas) de familia y amigos que riegan los productos de la olla con ese vinillo de Langa que, como diría Juan Antonio Gaya Nuño es “flojito, espumoso, acidillo y permite ingerir considerables cantidades sin que se trastorne la crítica de la razón pura”. Hablamos de Langa de Duero, donde viven alrededor de seiscientos langueños.
Los clásicos han escrito de este lugar y se han hallado restos que algunos atribuyen a la población celtíbera de Segontia Lanka, citada por Estrabón, y cuya teoría estaría avalada, además de por los clásicos, en una moneda encontrada con esta inscripción. También han aparecido restos visigóticos. Las fuentes escritas y conservadas son posteriores; la primera de ellas hace mención a la donación de la villa a Rodrigo Díaz de Vivar, el Cid, alrededor de las fechas en que se otorgó, en señorío, la de Berlanga de Duero.

En el otero más alto, la torre de Langa da la bienvenida al visitante; su función, defensiva, fue muy importante en las luchas entre musulmanes y cristianos, en la misma orilla del río Duero. En esta torre estuvo preso el duque de Medinasidonia, hermanastro de la reina Leonor de Castilla y hermano del Almirante de Castilla, de la familia de los Enríquez, quien, según la leyenda, logró escapar de la torre con cuerda proporcionada por los propios vecinos. En el término de Langa se contabilizan dos despoblados, el de Oradero, donde todavía se conserva la ermita del mismo nombre, y el de las Quintanas, donde aparecen restos de habitación.

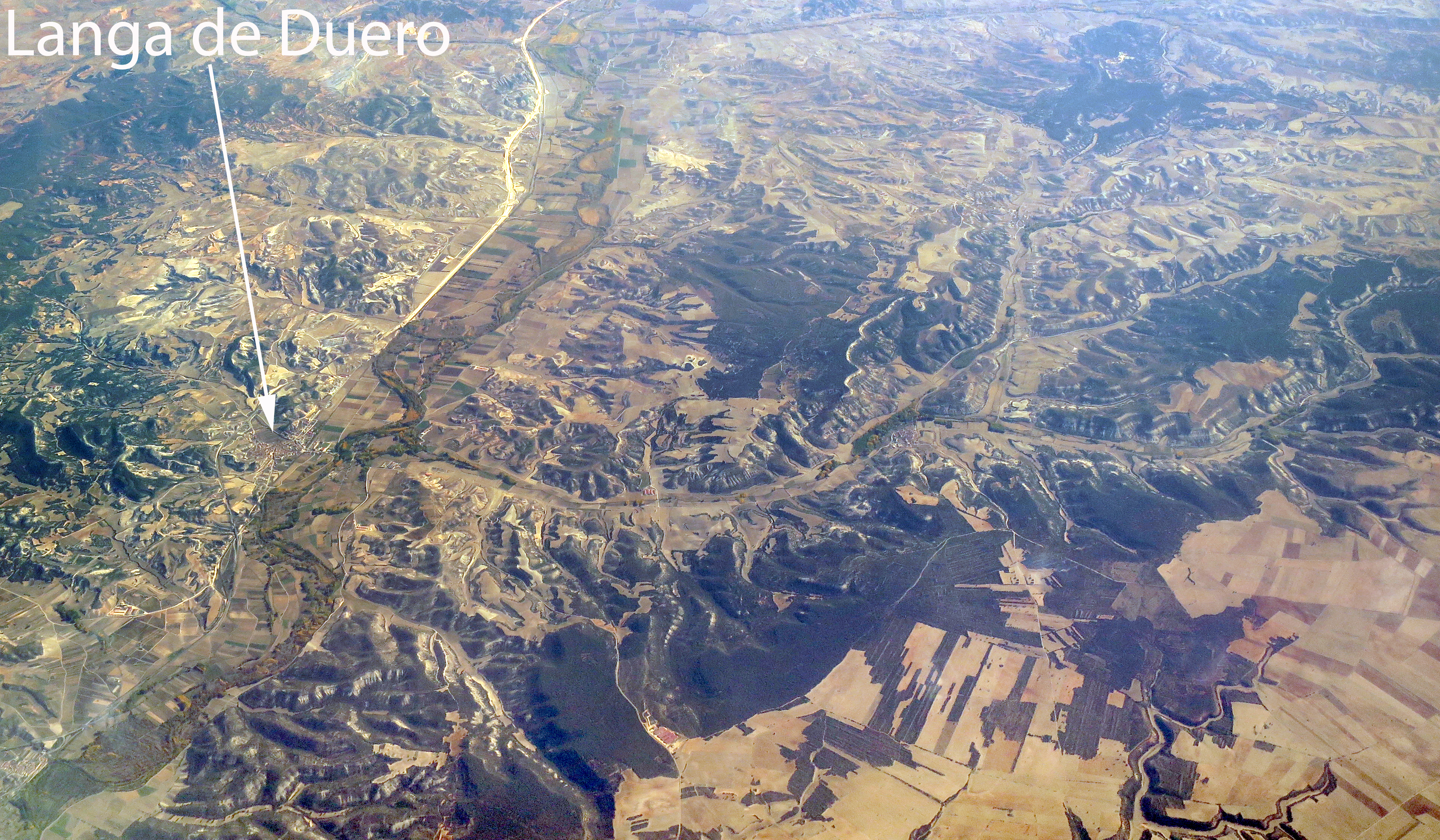
Vista aérea del campo alrededor de la localidad, y el río Duero

Siglos más tarde, en el XVIII concretamente, la villa pertenecía al conde de Miranda, quien cobraba portazgo y martiniega, siendo las alcabalas —el impuesto más importante de la época— percibidas por el rey. El molino harinero de una muela sobre el río Valdanzo, pertenecía al conde de Miranda, y el común era propietario de una taberna y mesón además del puente de sillería de 12 arcos sobre el Duero y once puentes más de madera. Vivían 65 vecinos, 4 habitantes y 9 viudas. Un siglo después, Madoz dice que los vecinos eran 170 y los habitantes 650, con lo que la población casi se había triplicado; a la escuela acudían 60 niños; había una posada, abundancia de vino, telares ordinarios y una tienda en la que vendían paños, telas, y quincalla.

### Edad Contemporánea
En el censo de 1789, ordenado por el conde de Floridablanca, figuraba como villa eximida en la Intendencia de Soria, con jurisdicción de señorío y bajo la autoridad del alcalde ordinario de señorío, nombrado por el conde de Miranda. Contaba con 435 habitantes. A la caída del Antiguo Régimen la localidad se constituyó en municipio constitucional, en la región de Castilla la Vieja, partido de El Burgo de Osma que en el censo de 1842 contaba con 170 hogares y 658 vecinos. Hacia mediados del siglo XIX, la villa tenía contabilizadas 176 casas. Aparece descrita en el décimo volumen del Diccionario geográfico-estadístico-histórico de España y sus posesiones de Ultramar de Pascual Madoz de la siguiente manera:

LANGA: v. con ayunt. en la prov. de Soria (15 leg.), part. jud. del Burgo de Osma (5), aud. terr. y c. g. de Burgos (16), dióc. de Osma (4). sit. en llano en un hondo resguardada del N. y E.; goza de clima sano: tiene 176 casas, distribuidas en varias calles y 3 plazas, hallándose en la mayor de estas un soportal de unos 100 pasos de longitud; hay casa consistorial, escuela de instruccion primaria frecuentada por 60 alumnos á cargo de un maestro dotado con 1,100 reales, ademas de las retribuciones de los discípulos, otra de niñas, cuya maestra percibe la dotacion prefijada en el reglamento; una posada pública; una igl. parr. (San Miguel Arcangel) servida por un cura, cuya plaza es de segundo ascenso y de provision en concurso, y por un beneficiado de nombramiento del cabildo de Medina del Campo: fuera de la pobl., hay 2 fuentes de buenas aguas, y 2 ermitas; hallándose contiguo á la una el cementerio público bien ventilado y en posicion que no ofende á la salubridad. term.: confina N. Bocigas y Peñaranda de Duero; E. Alcozar; S. Castillejo Robledo, y O. granja de Zuzones; el terreno, á escepcion de la parte confinante con Bocigas y Peñaranda, es llano, de vega y muy feraz, comprende un monte de encina y enebro: le bañan el r. Duero y un arroyo que baja de la parte de Valdanzo, fertilizando varios huertos; sobre el primero hay un puente de piedra con 12 arcos, de los cuales 2 se hallan cortados y habilitados de madera. caminos: los locales de herradura, y el carretero que conduce desde Zaragoza á Portugal. correo: se recibe y despacha 2 veces á la semana, por un balijero. prod.: toda clase de cereales, vino y hortalizas; se cria ganado lanar y las caballerias necesarias para la agricultura; abunda la caza menor, particularmente de perdices. ind.: la agrícola, varios telares de lienzos ordinarios, y algunos de los oficios y artes mecánicas mas indispensables. comercio: esportacion del sobrante de frutos , é importacion de los art. de consumo que faltan; hay en la v. una tienda en la que se venden paños, telas y quincalla. pobl.: 170 vec., 658 alm. cap. imp.: 125,029 rs., 28 mrs. presupuesto municipal: 6,000 reales, se cubre por reparto vecinal.
(Madoz, 1847, p. 61)

En 1895 se abrió al tráfico la línea Valladolid-Ariza, que permitió la conexión de la población con el resto de la red ferroviaria española. El municipio contaba con una estación de ferrocarril propia, que disponía de instalaciones para pasajeros y mercancías. La línea fue cerrada al tráfico de pasajeros en 1985 por ser considerada deficitaria.
Hasta la reforma de la nomenclatura municipal de 1916 el municipio se llamaba simplemente Langa. En dicha fecha su nombre fue modificado por el de Langa de Duero.
Durante la década de 1960, debido a la mecanización de las tareas agrícolas y a la demanda de mano de obra en las regiones industriales de España, el municipio sufrió una destacada migración de sus habitantes hacia regiones como Madrid, Cataluña y el País Vasco. En los veranos se incrementa notablemente la afluencia de visitantes debido a que gran parte de la gente que emigró en aquella época y sus descendientes siguen conservando su vivienda en la localidad y la utilizan como casa de veraneo o segunda residencia para la época estival.
En 1967 creció el término del municipio al fusionarse con los de Alcozar, Bocigas de Perales, Valdanzo y Zayas de Torre.

## Demografía
Cuenta con una población de 716 habitantes (INE 2024).
| Gráfica de evolución demográfica de Langa de Duero entre 1842 y 2021 |
| |
| Población de derecho según los censos de población del INE Población de hecho según los censos de población del INEEn estos censos se denominaba Langa: 1842, 1857, 1860, 1877, 1887, 1897, 1900 y 1910 Entre el censo de 1970 y el anterior, crece el término del municipio porque incorpora a 42506 (Alcózar), 42523 (Bocigas de Perales), 42616 (Valdanzo) y 42629 (Zayas de Torre) |

### Población por núcleos
| Núcleos            | Habitantes (2000) | Habitantes (2010) | Notas   |
| ------------------ | ----------------- | ----------------- | ------- |
| Langa de Duero     | 589               | 588               |         |
| Alcozar            | 53                | 39                |         |
| Bocigas de Perales | 107               | 86                |         |
| Zayas de Torre     | 70                | 55                | Pedanía |

## Economía

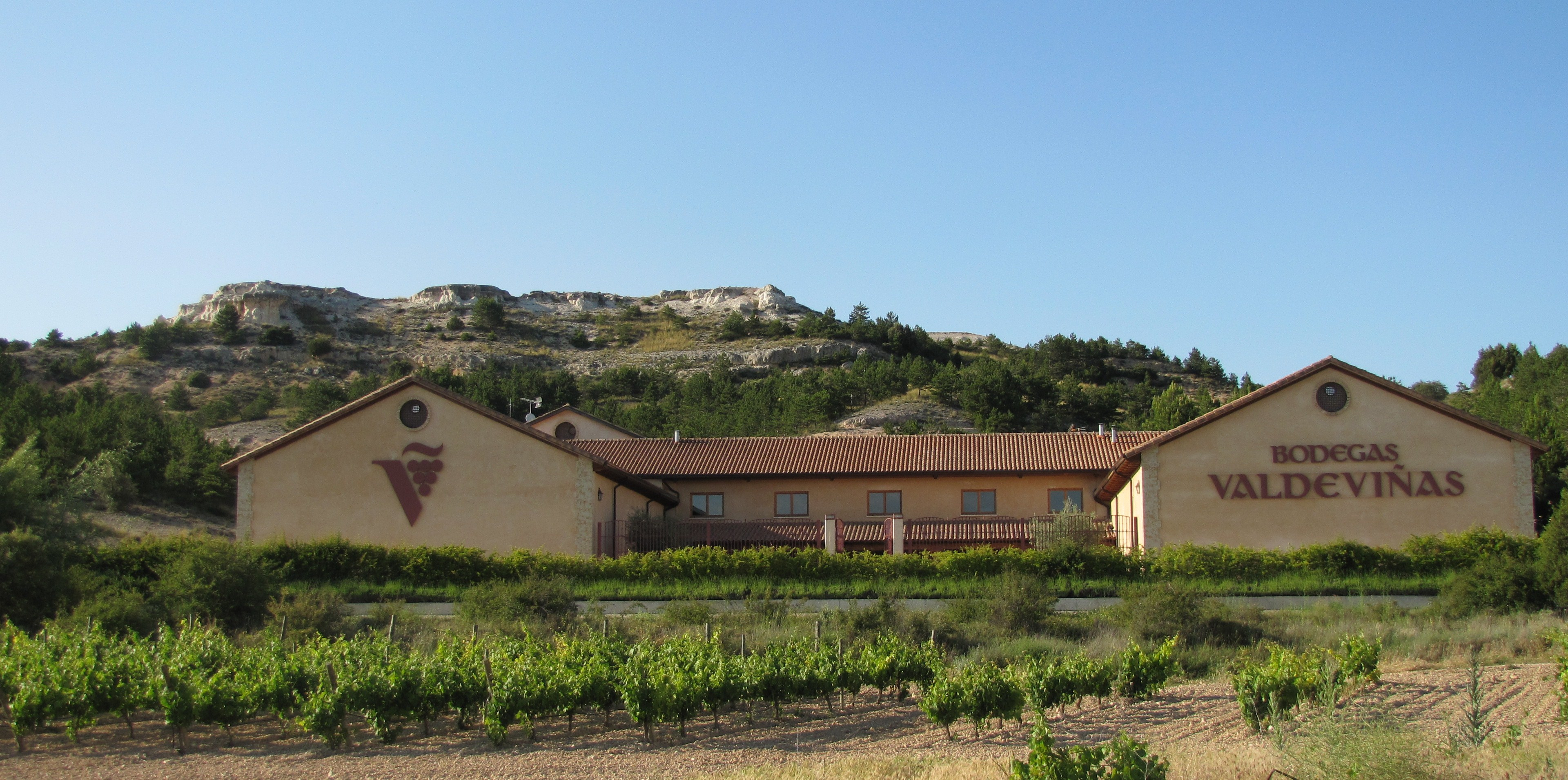
Instalaciones de Bodegas Valdeviñas, situadas en Langa, en la D.O. Ribera del Duero

La economía de Langa de Duero gira en torno a la agricultura, con una importante extensión dedicada al cultivo del viñedo, que forma parte de la denominación de origen Ribera del Duero, y que cuenta con una importante bodega que exporta excelentes caldos al resto de España, Europa y EE. UU. Muestra de la vinculación del municipio con el vino es la existencia de numerosos lagares, muchos de ellos reformados, y de bodegas de particulares excavadas en las rocas al pie del castillo, y que suponen un atractivo turístico para el municipio.
Otros productos que se cultivan son: cereales, remolacha y girasol.
La ganadería gira en torno a las explotaciones de cría de cerdos y una importante cabaña ovina de raza churra, que da lugar a un excelente lechazo.
En cuanto a la industria hay que reseñar la existencia de una importante empresa de fabricación de ventanas para construcción, una planta de cogeneración de energía, una serrería, dos empresas de construcción, cuatro granjas de cría y reproducción de cerdos, dos empresas de venta de material de construcción y áridos, una empresa de lavado de vehículos industriales, una empresa de espectáculos y una dedicada a la compra-venta de cereales y abonos.  El municipio cuenta con dos zonas de terrenos industriales o polígonos en uno de los cuales está situada la Estación de Servicio y aparcamiento de camiones.
En el sector servicios cabe destacar la existencia de dos supermercados, panadería, carnicería, pescadería, farmacia, estanco, oficina de correos, dos entidades bancarias, gestoría, cuatro bares, un Hotel, un centro de peluquería y estética, dos casas de turismo rural y una gasolinera. Además hay que señalar que el municipio dispone de centro de salud, cuartel de la Guardia Civil, colegio público, guardería y un centro de día para mayores.

## Comunicaciones

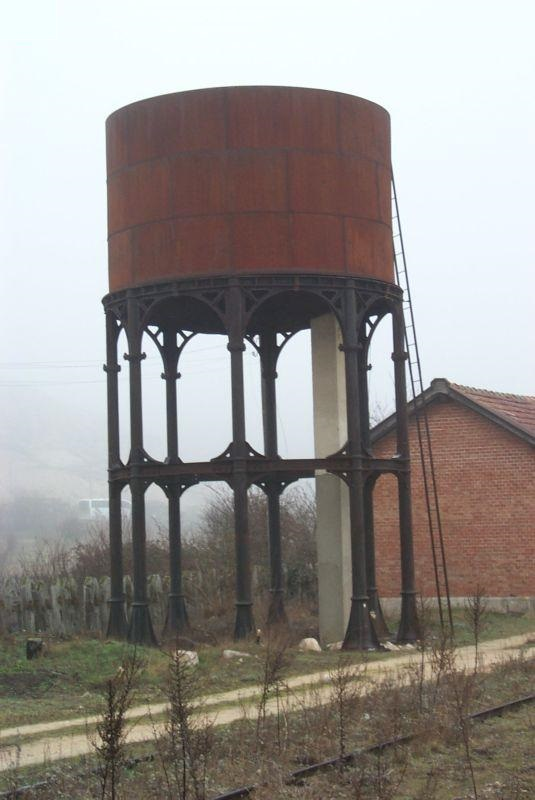
Depósito ferroviario de agua para repostaje de locomotoras a vapor. Estación de Langa de Duero.

La carretera nacional N-122 (Zamora–Valladolid–Zaragoza),  eje este-oeste de la Red de Carreteras del Estado,  antiguamente transitaba por el centro del casco urbano pero desde 1991 pasa apartada  por la parte norte de la localidad a través de una variante.    
En junio de 2020 se procedió a inaugurar el tramo San Esteban de Gormaz-Langa de Duero  de la A-11 o Autovía del Duero,  la cual consiste en el desdoblamiento de la citada ruta y su reconversión en vía de alta capacidad.  Después de la larga espera para la reconversión de la concurrida vía, el trayecto Soria-Langa de Duero se encuentra en avanzado estado de ejecución (solo a falta de la conclusión de algún tramo), pero el trayecto Langa de Duero-Tudela de Duero (Valladolid), a fecha de 2021,  se encuentra prácticamente en proyecto sin siquiera adjudicar las obras a excepción del tramo burgalés Fresnillo-Castrillo (variante de Aranda de Duero) que actualmente está terminado y en uso.
El ferrocarril Valladolid-Ariza pasaba el municipio por sur, y contaba con una estación propia, pero desde 1994 está clausurado.   
El entorno de la estación desde su cierre ha quedado como zona de esparcimiento y paseo ya que es posible visitar los antiguos ramales de vías, la vieja estación, el almacén de mercancías, los edificios aledaños y la torre del depósito de agua con el que antiguamente se repostaba a las locomotoras a vapor,  la visita del entorno crea cierta sensación nostálgica por el sabor que deja a tiempos pasados ya que todo el conjunto se encuentra en buen estado de conservación y refleja fielmente una estación ferroviaria rural del siglo pasado.

## Cultura

### Patrimonio

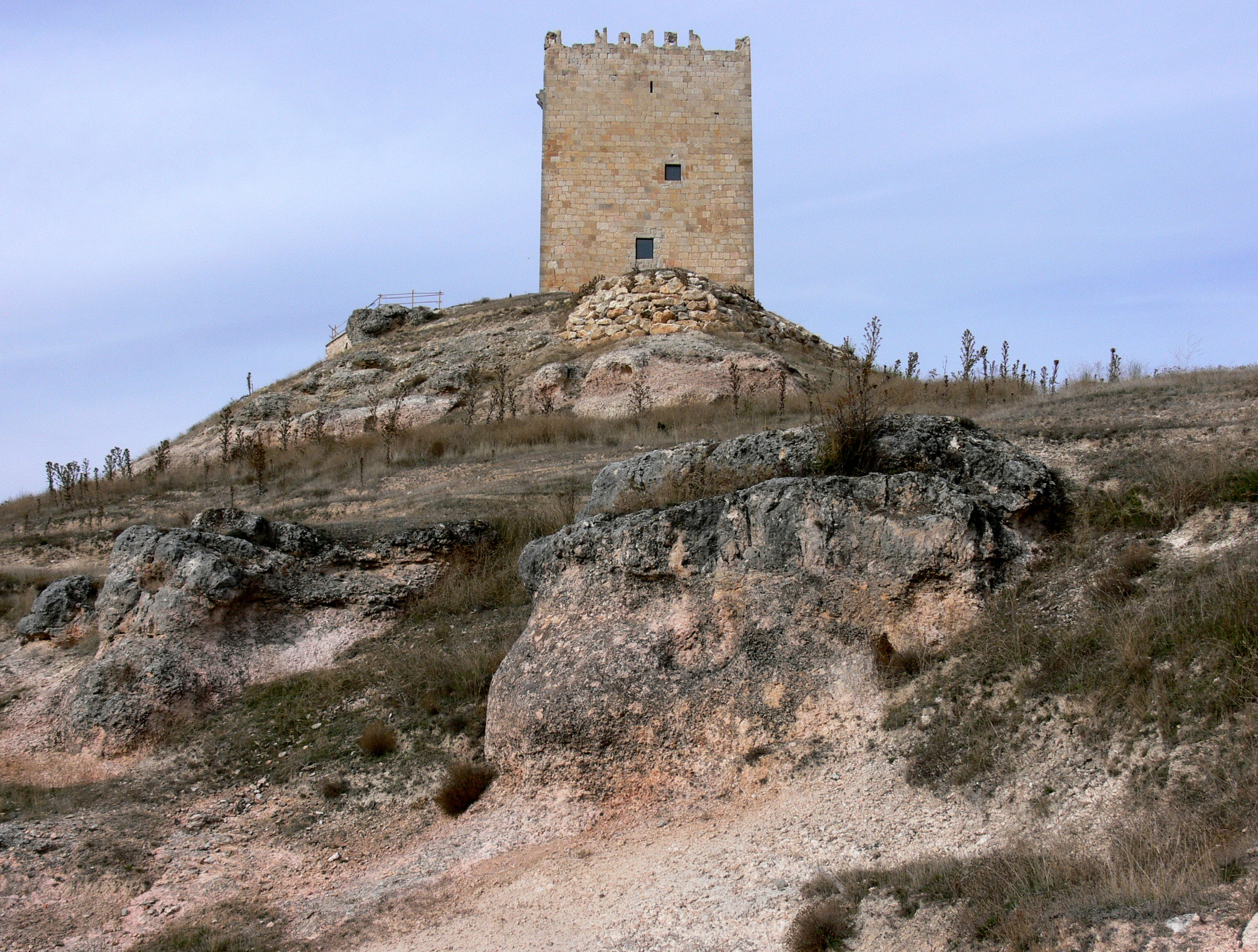
Torre del castillo

Todo el conjunto de la localidad está declarado Bien de Interés Cultural en la categoría de Conjunto Histórico desde el 23 de agosto de 2007.
- Iglesia de San Miguel Arcángel. Del siglo XVIII, de arquitectura predominantemente gótica. Construida en dos etapas claramente diferenciadas: los siglos XVI y XVIII. De la construcción gótica queda su ábside y el tramo anterior abovedado. Destaca el retablo mayor que, por mediación del obispo de Osma, realizó Juan Zábalo inspirándose en las obras de Juan de Juni. La pintura, dorado y estofado del mismo, fue realizada por Tomás Ruiz de Quintana.[21]
- Ermita de Nuestra Señora del Paúl.[22]
- Castillo de Langa de Duero.

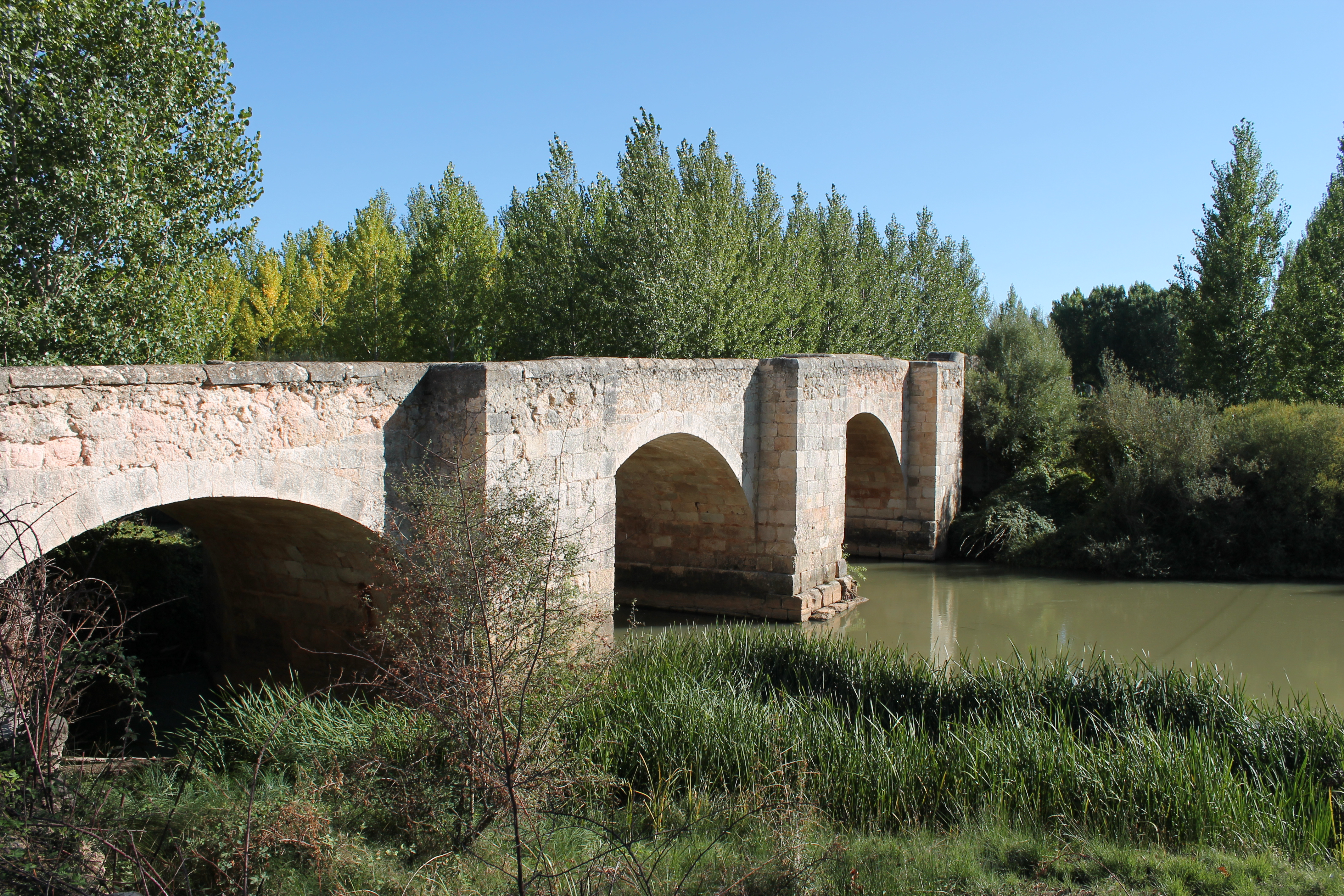
Puente sobre el río Duero

- Puente sobre el Duero. Mención especial merece el puente de piedra de doce arcos que cruza el Duero y que forma parte de la carretera provincial SO-P-4004 que une la localidad de Langa con las localidades vecinas de Soto de San Esteban, Valdanzo y Castillejo de Robledo. No está claro cuándo se construyó, pero dadas sus características formales y la información reunida en los documentos históricos recogidos en el artículo El puente de Langa de Duero. Apuntes para su historia,[23] se le  supone tardomedieval, probablemente de fines del siglo XV o principios del siglo XVI. Un signo característico que le engloba en estas fechas es la esbeltez en las bóvedas, que le diferencia tanto de la época romana como de la renacentista. Varias veces a lo largo de su historia los vecinos del Concejo de Langa han tenido que solicitar su restauración, así la primera de la que se tiene constancia es de 1549, aunque las obras no empezaron hasta un siglo más tarde. Esta reparación llevada a cabo en 1619 se ha indicado en forma de inscripción en la bóveda número siete (la numeración se inicia en lado norte del puente). Otro hito importante es la caída en 1788 de una pila debido a las fuertes avenidas del río. Como consecuencia, las bóvedas cuarta y quinta se derrumbaron. Durante un siglo el puente tuvo unas estructuras de madera para poder permitir el paso por esta parte. En 1888 se acometieron las obras definitivas que lo dejaron tal y como se aprecia hoy. Debido a la cantidad de años sin realizar importantes  tareas de mantenimiento sobre el puente, las inclemencias meteorológicas y el constante aumento de tráfico pesado por la vía que cruza el puente,  éste se encontraba en un avanzado estado de dejadez,  pero gracias a la colaboración de las Administraciones Públicas, presionadas por una exitosa campaña popular de recogidas de firmas, durante los ejercicios 2020-2021 se ha llevado a cabo una importante obra de restauración del puente consistente en la reparación y consolidación de zapatas y pilares, tareas de restauración y mantenimiento de la obra y ejecución de un nuevo pavimento;  así como adecuación del cauce del río en las inmediaciones del puente.[24] Curiosamente al realizar las tareas de retirado de la vieja plataforma de rodadura del puente, se halló bajo el pavimento de asfalto una preciosa calzada medieval de piedra de estilo romano en muy buen estado de conservación, lo cual paralizó las obras durante una larga temporada para llevar a cabo el estudio por parte de Patrimonio Histórico; finalmente concluido el estudio se decidió retirar cuidadosamente la calzada de piedra y recolocarla en las inmediaciones del puente pudiendo así ser admirada y usada como un paseo peatonal.[25]
- Lagares. Es destacable el buen estado de conservación que presentan varios de los lagares del municipio, algunos de propiedad particular y otros municipales que son visitables y en los que durante la Fiesta de la Vendimia, gracias a la participación de las gentes del lugar  y de los visitantes, se representan en vivo  las tareas de la vendimia, el transporte de la uva hasta el lagar en carros tirados por mulas y la extracción del mosto pisando y prensando la uva en el lagar, así como el trasiego a la bodega y la fermentación del caldo tal y como se hacía antiguamente por los antiguos pobladores de la Ribera del Duero.[26]

### Asociaciones
En Langa de Duero existen cuatro asociaciones: 
- Club Deportivo Langa. Es el equipo de fútbol del municipio y que participa en la Liga provincial de Soria (1.ª división provincial de aficionados). Cuenta con 180 socios y dispone de 22 fichas federadas. El uniforme del equipo es camiseta, pantalón y medias azules. El C.D. Langa juega en el campo municipal “Las Eras” con capacidad para 300 espectadores (100 sentados y 200 de pie).
- Asociación de Vecinos Ntra. Sra. Del Paul. Es una asociación formada por los agricultores del municipio y los cazadores. Se encargan de gestionar el coto de caza y ayuda al Ayuntamiento en el arreglo de vías pecuarias y caminos agrícolas. Tienen su sede en un local en el Ayuntamiento.
- Asociación de Mujeres El Aguanal. Es una asociación en la que participan las mujeres del municipio y organizan y fomentan actividades culturales, tales como: fiesta de la vendimia, fiesta de la matanza y también organizan de cursos para la mujer rural. Tienen su sede en el antiguo matadero del municipio.
- Grupo de teatro Bambalinas. Es un grupo de teatro formado por gente de Langa y que realizan sus actuaciones en el salón de actos del Ayuntamiento.

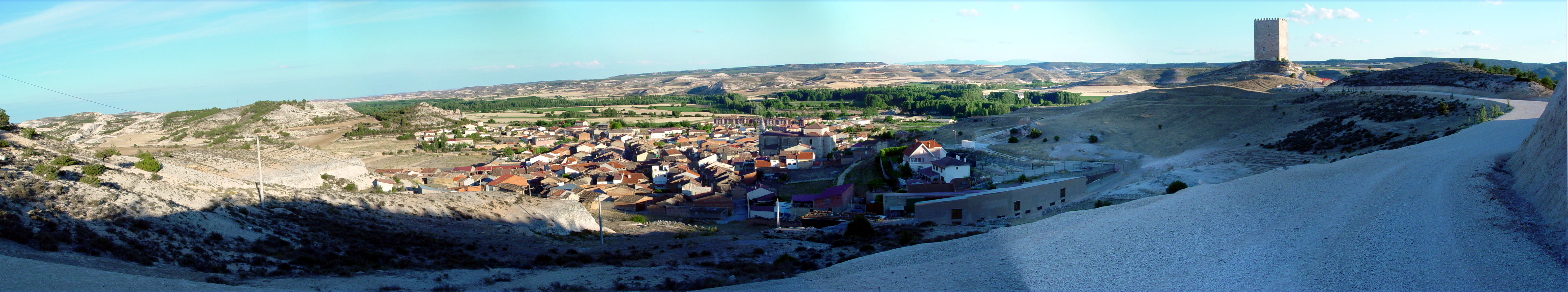
Panorámica de Langa de Duero desde Trascastillo

### Festividades
- Fiestas del Corpus Christi.  Es la principal fiesta del municipio, se celebra desde de jueves a domingo coincidiendo con dicha festividad religiosa católica y son las fechas en las que más bullicio y afluencia de visitantes se registra en el pueblo.  Se celebra la tradicional procesión hasta la ermita, verbenas y pasacalle, multitud de juegos, campeonatos deportivos y concursos populares. Es típico el tradicional volteo de campanas, la interpretación de la Salve en la iglesia por parte de todo el pueblo y el pregón para dar comienzo a las fiestas la tarde del miércoles anterior al día del Corpus Christi.[27]
- Fiesta de Quintos.  Se suele celebrar la primera semana de agosto y es una fiesta organizada por los chicos y chicas de la localidad que en ese año cumplen la edad de 19 años, a los que también se unen aquellos que residen en otras ciudades pero que desde niños han veraneado en Langa.    La fiesta se celebra en fin de semana (viernes y sábado) con verbenas populares, juegos, concursos, campeonatos y las populares dianas en las que Quintos y Quintas ataviados con trajes regionales junto a la charanga del municipio recorren el pueblo amenizando con música el despertar de los vecinos para llamarles a unirse a su fiesta ya desde las 9 de la mañana.

Es destacable que éstas fiestas,  aunque el Ayuntamiento también hace una aportación económica y ayuda en la organización,  toda la programación, organización y el sufragar los gastos se realiza por iniciativa y cooperación de los Quintos y Quintas que realizan rifas, bingos, sorteos y en la diana pasan con el sombrero por las casas para que los vecinos voluntariamente aporten su contribución personal para ayudarles.
La fiesta de Quintos es una celebración que se realiza desde hace muchísimos años y en la que los jóvenes hacían ésta fiesta justo cuando eran llamados a "tallarse" para incorporarse al ejército a cumplir el servicio militar obligatorio.  Antiguamente era celebrada solo por los chicos ya que las mujeres estaban exentas de servir en el ejército, pero en la década de los 80, las chicas también comenzaron a participar. La fiesta tradicionalmente se celebraba en febrero, que era cuando el ejército llamaba a los jóvenes para tallarse, pero fue también en los 80 cuando se cambió la fecha de la fiesta y se comenzó a celebrar en agosto debido a que el tiempo es más propicio y a que al ser en periodo vacacional,  la disponibilidad de los Quintos y del público es mayor originándose que,  con el cambio de fecha se han llegado a convertir en unas fiestas tan populares y concurridas como las fiestas patronales.

## Complejo polideportivo
Cabe destacar como equipamiento ocio-deportivo importante del municipio el complejo polideportivo que cuenta con unas 2 hectáreas de superficie y está dotado de pista polideportiva cubierta, 2 campos de fútbol con césped e iluminación, cancha de tenis, frontón al aire libre, zona de recreo al aire libre con mesas y barbacoa, zona de juegos y columpios infantiles, piscinas municipales y bar-restaurante. Todo ello de gestión municipal y de libre acceso, excepto las piscinas y el bar que es de gestión externa.

## Hermanamientos
Langa de Duero se encuentra hermanado con la cercana localidad de Soto de San Esteban, la cual se encuentra a 11 kilómetros de Langa aguas arriba del río Duero. La buena relación existente desde siempre entre ambas localidades ha dado como fruto numerosos matrimonios entre vecinos de ambas localidades. Además, el colegio de Soto de San Esteban perteneció hasta su desaparición al C.R.A. de Langa de Duero.